# Pedro Emanuel
Pedro Emanuel dos Santos Martins Silva (Luanda, 11 febbraio 1975) è un allenatore di calcio ed ex calciatore angolano naturalizzato portoghese, di ruolo difensore, tecnico dell'Al-Fayha.

## Carriera

### Club

#### Giocatore
Dopo tre stagioni nelle serie inferiori portoghesi, con Marco, Ovarense e Penafiel, le prestazioni di Pedro Emanuel hanno catturato l'attenzione degli osservatori del Boavista. Durante i sei anni con la squadra, ha giocato al centro della difesa, a fianco di Litos, con i terzini Nuno Frechaut e Erivan e il portiere Ricardo. Con il Boavista, si è aggiudicato il campionato 2000-2001. Dopo la firma di Litos per il Málaga, è diventato il capitano della squadra per una stagione.
Prima dell'inizio del campionato 2002-2003, è stato acquistato dal Porto di José Mourinho. Ha fatto parte così di una rosa di difensori composta già da Jorge Costa, Ricardo Carvalho, Paulo Ferreira e Nuno Valente. Si è guadagnato la fiducia di Mourinho grazie al suo stile di gioco ed è stato impiegato nel momento in cui la pressione delle avversarie del Porto si faceva maggiore. Ha giocato le finali di Coppa UEFA 2002-2003 e di Champions League 2003-2004, entrambe vinte dai portoghesi.
Nelle stagioni successive, dopo la separazione tra il Porto e Mourinho, Pedro Emanuel è rimasto sotto la luce dei riflettori: ha segnato il rigore decisivo nella Coppa Intercontinentale contro l'Once Caldas, diventando così l'ultimo calciatore a toccare il pallone in quella competizione.
Nel campionato 2005-2006, Pedro Emanuel è stato nominato nuovo capitano della squadra su decisione di Co Adriaanse, che lo ha preferito a Vítor Baía e Jorge Costa.
Ha saltato l'intero campionato 2006-2007 a causa di un infortunio, ma è tornato in campo nella stagione successiva.

#### Allenatore
Si è ritirato nel 2009 per ricoprire il ruolo di allenatore delle giovanili del Porto, mentre nel 2011 è diventato il nuovo allenatore dell'Académica.
Dal 2013-2014 è stato l'allenatore dell'Arouca, guiderà la società nella sua prima stagione in massima serie.

### Nazionale
Nonostante il fatto che sia nato in Angola, non ha mai giocato per la sua rappresentativa di nascita. Qualche volta ha manifestato la sua voglia di rappresentare il Portogallo, per cui ha giocato a livello giovanile.
Prima del campionato del mondo 2006, si è detto disponibile ad accettare una chiamata dell'Angola per la manifestazione, ma la FIFA ha dichiarato che lui (e Carlos Chaínho) non avrebbe potuto rappresentare la Nazionale africana, poiché aveva indossato la divisa del Portogallo under 21.

## Statistiche

### Statistiche da allenatore
Statistiche aggiornate al 15 marzo 2022.
| Stagione                | Squadra                 | Campionato              | Campionato | Campionato | Campionato | Campionato | Coppe nazionali | Coppe nazionali | Coppe nazionali | Coppe nazionali | Coppe nazionali | Coppe continentali | Coppe continentali | Coppe continentali | Coppe continentali | Coppe continentali | Altre coppe | Altre coppe | Altre coppe | Altre coppe | Altre coppe | Totale | Totale | Totale | Totale | % Vittorie | Piazzamento |
| Stagione                | Squadra                 | Comp                    | G          | V          | N          | P          | Comp            | G               | V               | N               | P               | Comp               | G                  | V                  | N                  | P                  | Comp        | G           | V           | N           | P           | G      | V      | N      | P      | %          | Piazzamento |
| ----------------------- | ----------------------- | ----------------------- | ---------- | ---------- | ---------- | ---------- | --------------- | --------------- | --------------- | --------------- | --------------- | ------------------ | ------------------ | ------------------ | ------------------ | ------------------ | ----------- | ----------- | ----------- | ----------- | ----------- | ------ | ------ | ------ | ------ | ---------- | ----------- |
| 2011-2012               | Académica               | PL                      | 30         | 7          | 8          | 15         | CP+CdL          | 6+2             | 5+0             | 1+1             | 0+1             | -                  | -                  | -                  | -                  | -                  | -           | -           | -           | -           | -           | 38     | 12     | 10     | 16     | 31,58      | 13°         |
| 2012-apr. 2013          | Académica               | PL                      | 25         | 4          | 9          | 12         | CP+CdL          | 4+5             | 3+1             | 0+2             | 1+2             | UEL                | 6                  | 1                  | 2                  | 3                  | SP          | 1           | 0           | 0           | 1           | 41     | 9      | 13     | 19     | 21,95      | Eson        |
| Totale Academica        | Totale Academica        | Totale Academica        | 55         | 11         | 17         | 27         |                 | 17              | 9               | 4               | 4               |                    | 6                  | 1                  | 2                  | 3                  |             | 1           | 0           | 0           | 1           | 79     | 21     | 23     | 35     | 26,58      |             |
| 2013-2014               | Arouca                  | PL                      | 30         | 8          | 7          | 15         | CP+CdL          | 3+2             | 2+1             | 0+0             | 1+1             | -                  | -                  | -                  | -                  | -                  | -           | -           | -           | -           | -           | 35     | 11     | 7      | 17     | 31,43      | 12°         |
| 2014-2015               | Arouca                  | PL                      | 34         | 7          | 7          | 20         | CP+CdL          | 1+5             | 0+2             | 0+1             | 1+2             | -                  | -                  | -                  | -                  | -                  | -           | -           | -           | -           | -           | 40     | 9      | 8      | 23     | 22,50      | 16°         |
| Totale Arouca           | Totale Arouca           | Totale Arouca           | 64         | 15         | 14         | 35         |                 | 11              | 5               | 1               | 5               |                    | -                  | -                  | -                  | -                  |             | -           | -           | -           | -           | 75     | 20     | 15     | 40     | 26,67      |             |
| 2015-2016               | Apollōn Limassol        | AK                      | 26+10      | 14+5       | 7+4        | 5+1        | KK              | 7               | 5               | 2               | 0               | UEL                | 6                  | 3                  | 2                  | 1                  | -           | -           | -           | -           | -           | 49     | 27     | 15     | 7      | 55,10      | 3°          |
| ago.-dic. 2016          | Apollōn Limassol        | AK                      | 14         | 7          | 4          | 3          | KK              | 0               | 0               | 0               | 0               | UEL                | 2                  | 0                  | 1                  | 1                  | SC          | 1           | 1           | 0           | 0           | 17     | 8      | 5      | 4      | 47,06      | Eson        |
| Totale Apollon Limassol | Totale Apollon Limassol | Totale Apollon Limassol | 40+10      | 21+5       | 11+4       | 8+1        |                 | 7               | 5               | 2               | 0               |                    | 8                  | 3                  | 3                  | 2                  |             | 1           | 1           | 0           | 0           | 66     | 35     | 20     | 11     | 53,03      |             |
| mar.-mag. 2017          | Estoril Praia           | PL                      | 10         | 5          | 3          | 2          | CP+CdL          | 1+0             | 0+0             | 1+0             | 0+0             | -                  | -                  | -                  | -                  | -                  | -           | -           | -           | -           | -           | 11     | 5      | 4      | 2      | 45,45      | Sub, 10°    |
| ago.-ott. 2017          | Estoril Praia           | PL                      | 9          | 2          | 0          | 7          | CP+CdL          | 1+1             | 0+0             | 0+0             | 1+1             | -                  | -                  | -                  | -                  | -                  | -           | -           | -           | -           | -           | 11     | 2      | 0      | 9      | 18,18      | Eson        |
| Totale Estoril          | Totale Estoril          | Totale Estoril          | 19         | 7          | 3          | 9          |                 | 3               | 0               | 1               | 2               |                    | -                  | -                  | -                  | -                  |             | -           | -           | -           | -           | 22     | 7      | 4      | 11     | 31,82      |             |
| 2018-2019               | Al-Taawoun              | SPL                     | 30         | 16         | 8          | 6          | KCC             | 6               | 6               | 0               | 0               | -                  | -                  | -                  | -                  | -                  | -           | -           | -           | -           | -           | 36     | 22     | 8      | 6      | 61,11      | 3°          |
| ago.-nov. 2019          | Almería                 | SD                      | 14         | 6          | 6          | 2          | CR              | 0               | 0               | 0               | 0               | -                  | -                  | -                  | -                  | -                  | -           | -           | -           | -           | -           | 14     | 6      | 6      | 2      | 42,86      | Dim         |
| gen.-set. 2020          | Al-Ain                  | PL                      | 7          | 5          | 1          | 1          | PC+CdL          | 0+1             | 0+0             | 0+1             | 0+0             | ACL                | 7                  | 2                  | 2                  | 3                  | -           | -           | -           | -           | -           | 15     | 7      | 4      | 4      | 46,67      | Sub, 2°     |
| 2020-2021               | Al-Ain                  | PL                      | 26         | 11         | 8          | 7          | PC+CdL          | 1+2             | 0+0             | 1+1             | 0+1             | ACL                | 1                  | 0                  | 0                  | 1                  | -           | -           | -           | -           | -           | 30     | 11     | 10     | 9      | 36,67      | 6°          |
| Totale Al Ain           | Totale Al Ain           | Totale Al Ain           | 33         | 16         | 9          | 8          |                 | 4               | 0               | 3               | 1               |                    | 8                  | 2                  | 2                  | 4                  |             | -           | -           | -           | -           | 45     | 18     | 14     | 13     | 40,00      |             |
| ott.-nov. 2021          | Al-Nassr                | SPL                     | 4          | 1          | 1          | 2          | KCC             | 0               | 0               | 0               | 0               | ACL                | 2                  | 1                  | 0                  | 1                  | -           | -           | -           | -           | -           | 6      | 2      | 1      | 3      | 33,33      | Sub, Eson   |
| 2022-2023               | Al-Khaleej              | SPL                     | 30         | 9          | 4          | 17         | KCC             | 1               | 0               | 0               | 1               | -                  | -                  | -                  | -                  | -                  | -           | -           | -           | -           | -           | 31     | 9      | 4      | 18     | 29,03      | 14°         |
| 2023-2024               | Al-Khaleej              | SPL                     | 34         | 9          | 10         | 15         | KCC             | 4               | 2               | 1               | 1               | -                  | -                  | -                  | -                  | -                  | -           | -           | -           | -           | -           | 38     | 11     | 11     | 16     | 28,95      | 11°         |
| Totale Al Khaleej       | Totale Al Khaleej       | Totale Al Khaleej       | 64         | 18         | 14         | 32         |                 | 5               | 2               | 1               | 2               |                    | -                  | -                  | -                  | -                  |             | -           | -           | -           | -           | 69     | 20     | 15     | 34     | 28,99      |             |
| gen.-mag. 2025          | Al-Fayha                | SPL                     | 18         | 6          | 7          | 5          | KCC             | 1               | 0               | 0               | 1               | -                  | -                  | -                  | -                  | -                  | -           | -           | -           | -           | -           | 19     | 6      | 7      | 6      | 31,58      | Sub         |
| Totale carriera         | Totale carriera         | Totale carriera         | 351        | 122        | 94         | 135        |                 | 54              | 27              | 12              | 15              |                    | 24                 | 7                  | 7                  | 10                 |             | 2           | 1           | 0           | 1           | 431    | 157    | 113    | 161    | 36,43      |             |

## Palmarès

### Giocatore

#### Competizioni nazionali
- Campionato portoghese: 6

Boavista: 2000-2001
Porto: 2002-2003, 2003-2004, 2005-2006, 2007-2008, 2008-2009
- Coppa del Portogallo: 3

Boavista: 1996-1997
Porto: 2003, 2006
- Supercoppa di Portogallo: 3

Porto: 2003, 2004, 2006

#### Competizioni internazionali
- Coppa UEFA: 1

Porto: 2002-2003
- UEFA Champions League: 1

Porto: 2003-2004
- Coppa Intercontinentale: 1

Porto: 2004

### Allenatore
- Coppa del Portogallo: 1

Academica: 2011-2012
- Coppa di Cipro: 1

Apollon: 2015-2016
- Supercoppa di Cipro: 1

Apollon: 2016
- Coppa del Re dei Campioni: 1

Al-Taawoun: 2019